# Michael Bittner (Autor)

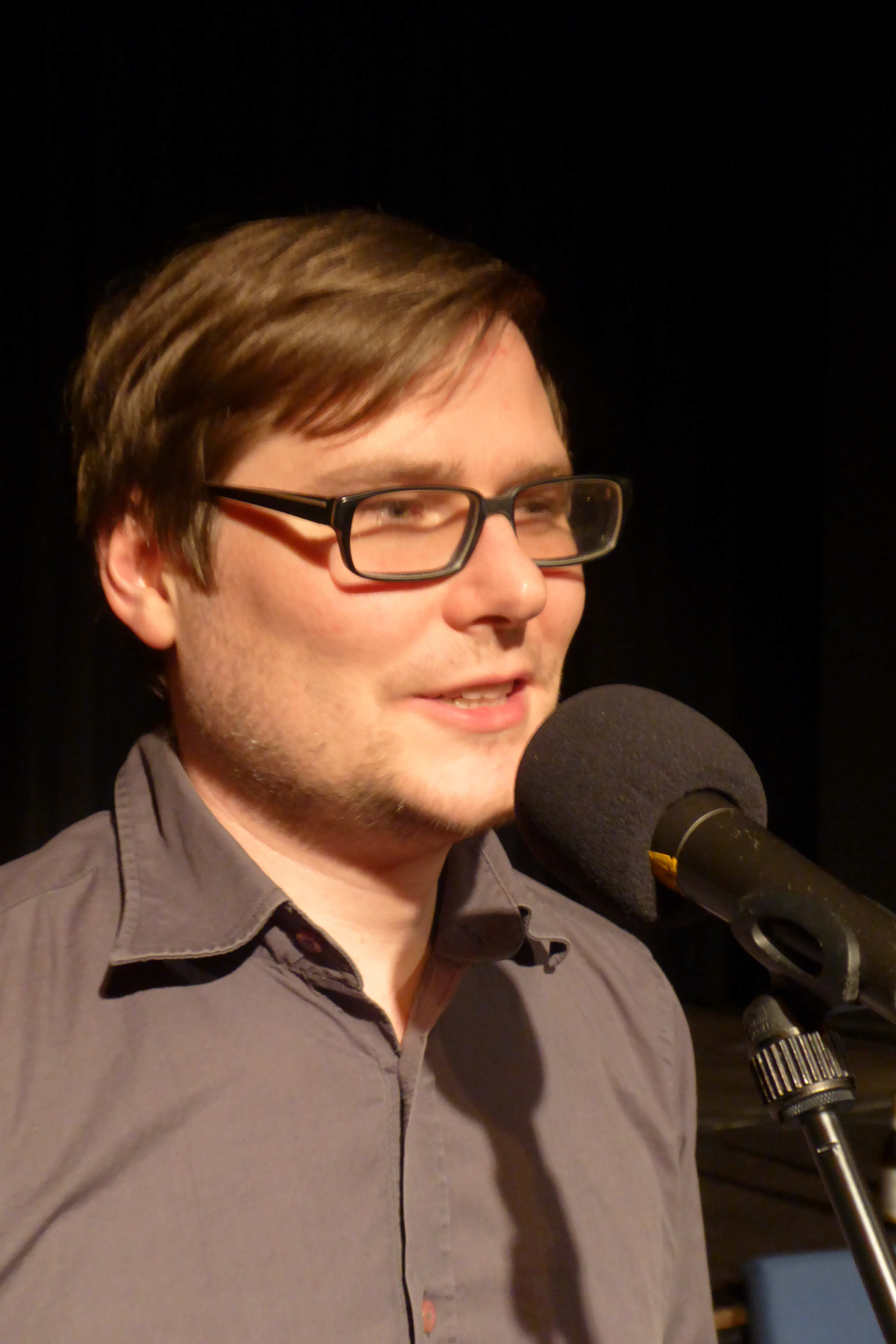
Michael Bittner (2016)

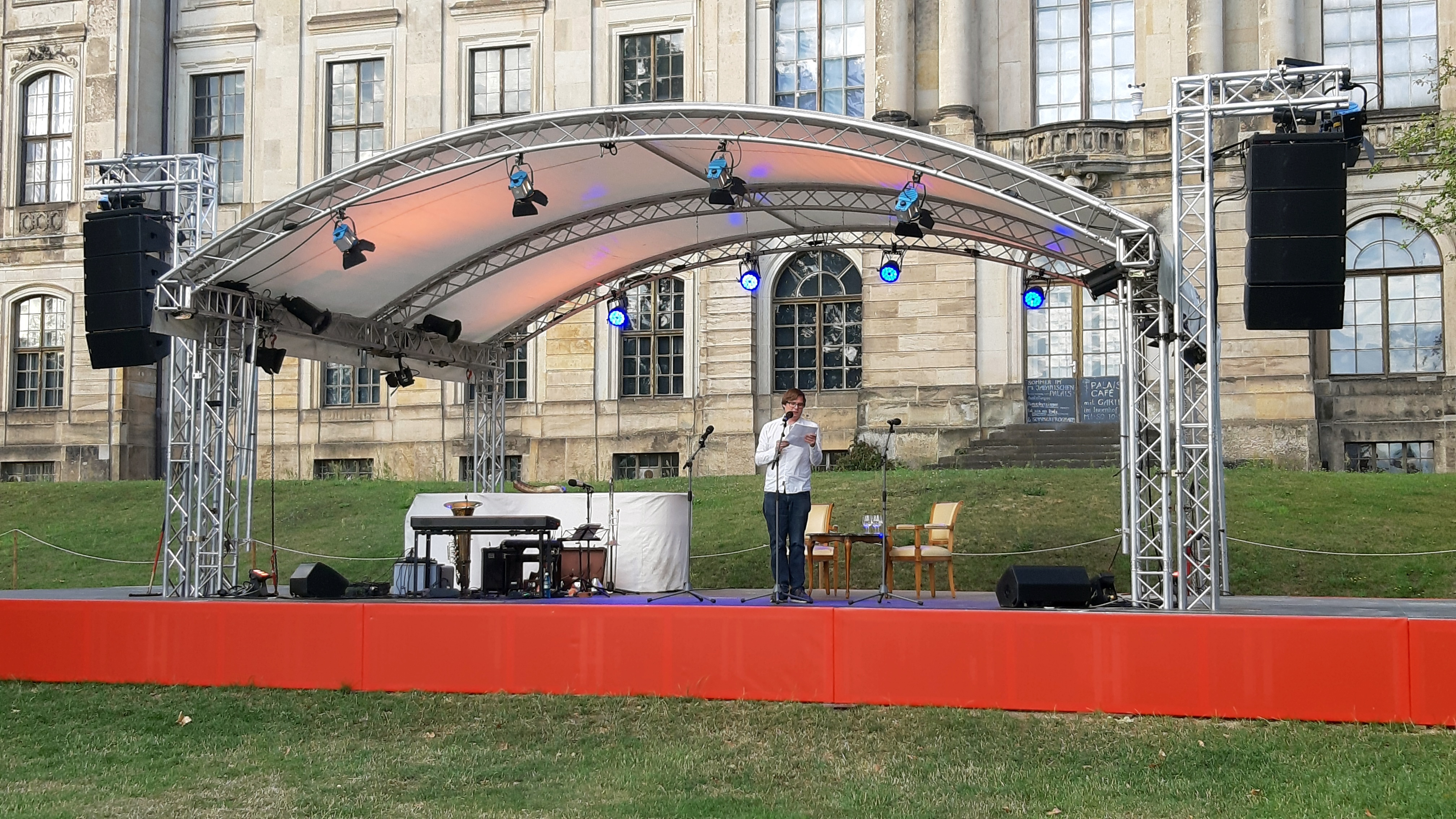
Michael Bittner während einer Lesung 2020

Michael Bittner (* 25. Dezember 1980 in Görlitz) ist ein deutscher Autor und Publizist.

## Leben und Werk
Michael Bittner wurde 1980 in Görlitz geboren und wuchs in Diehsa (Oberlausitz) auf. Er absolvierte das Abitur in Niesky, studierte an der TU Dresden Germanistik und Philosophie und wurde zum Dr. phil. promoviert. Er lebt in Berlin.
Zusammen mit Roman Israel, Max Rademann, Janusz Kocaj und Stefan Seyfarth gründete er 2005 die Dresdner Lesebühne Sax Royal, Julius Fischer (auch tätig beim The Fuck Hornisschen Orchestra) kam später hinzu. Seit 2023 besteht Sax Royal neben Bittner aus Roman Israel, Max Rademann und Gesine Schäfer. Sax Royal findet monatlich im Kulturzentrum „Scheune“ statt. Bittner las und liest dort regelmäßig seine Werke. Zusätzlich gründete er 2023 gemeinsam mit Tilman Birr, Noah Klaus, Eva Mirasol, Christian Ritter und Piet Weber die Berliner Lesebühne Prunk & Prosa, die monatlich in der ufaFabrik auftritt.
Von 2005 bis 2015 organisierte und moderierte er gemeinsam mit Stefan Seyfarth den Livelyrix Poetry Slam in Dresden.
Zusammen mit Leif Greinus (Verlag Voland & Quist) begründete er 2007 Literatur Jetzt!, das Dresdner Festival zeitgenössischer Literatur. Im Jahr 2024 wurde das Festival mit dem Förderpreis der Landeshauptstadt Dresden ausgezeichnet.
Michael Bittner arbeitet vor allem als Autor von Kolumnen, Satiren und Geschichten, aber auch als Literaturwissenschaftler, Publizist und Kritiker. Seine Themen sind die Extreme Rechte, Ostdeutschland und die Gegenwartskultur. Texte von ihm erschienen u. a. in Sächsische Zeitung, Süddeutsche Zeitung, taz (Die Wahrheit), Jungle World, nd und junge Welt. Von 2020 bis 2023 schrieb Bittner eine monatliche Kolumne für die Webseite der Hilfsorganisation Mission Lifeline.
2024 gab er gemeinsam mit Lea Streisand und Heiko Werning unter dem Titel „Sind Antisemiten anwesend?“ eine Anthologie mit „Satiren, Geschichten und Cartoons gegen Judenhass“ heraus, u. a. mit Beiträgen von Bov Bjerg, Alexander Estis, Dmitrij Kapitelman, Dana von Suffrin und Ella Carina Werner.

## Einzelveröffentlichungen
- Ästhetischer Staat oder politische Kunst? Die Poetik Georg Büchners am Ende der Kunstperiode, Thelem: Dresden 2010, ISBN 978-3-939888-85-7
- Wir trainieren für den Kapitalismus. Satiren, Kolumnen und andere Versuche, edition AZUR: Dresden 2013, ISBN 978-3-942375-10-8
- Die Emanzipation des Fleisches und ihre Gegner. Literarischer Sensualismus zwischen Romantik und Vormärz, Thelem: Dresden 2016, ISBN 978-3-945363-45-4
- Das Lachen im Hals. Neun Geschichten, edition AZUR: Dresden 2016, ISBN 978-3-942375-25-2
- Der Bürger macht sich Sorgen. Neue Satiren und Kolumnen, edition AZUR: Dresden 2017, ISBN 978-3-942375-30-6
- Deutsche im Wind - Geschichten und Satiren. Satyr, 2025, ISBN 978-3-910775-27-5.

## Anthologien
- Sax Royal. Eine Lesebühne rechnet ab, Voland & Quist: Dresden und Leipzig 2010, ISBN 978-3-938424-49-0, Buch und CD[10]
- Satirisches Quintett (mit Peter Ufer, Wolfgang Schaller, Jens-Uwe Sommerschuh und Thomas Bärsch), Verlag Saxo-Phon, Dresden, 2012, ISBN 978-3-943444-08-7
- Sind Antisemitisten anwesend?: Satiren, Geschichten und Cartoons gegen Judenhass. Satyr, 2024, ISBN 978-3-910775-18-3.